# The Lady Is a Tramp
"The Lady Is a Tramp" là ca khúc từ vở nhạc kịch Babes In Arms năm 1937 của bộ đôi sáng tác Rodgers và Hart. Bài hát đã được nhiều nghệ sĩ thu âm.

## Song ca của Tony Bennett và Lady Gaga
Năm 2011, Tony Bennett và Lady Gaga đã thu âm một phiên bản cho album Duets II và quay một video.

### Bảng xếp hạng
| Bảng xếp hạng (2011)                              | Vị trí cao nhất |
| ------------------------------------------------- | --------------- |
| Bỉ (Ultratip Wallonia)                            | 16              |
| Italy (FIMI)                                      | 50              |
| Nhật Bản (Japan Hot 100)                          | 33              |
| UK Singles (Official Charts Company)              | 188             |
| Hoa Kỳ Bubbling Under Hot 100 Singles (Billboard) | 21              |
| US Jazz Digital Songs (Billboard)                 | 1               |